# Ivan Martínez
Ivan Martínez (Toledo, 17 agosto 1981) è un pilota motociclistico spagnolo ritiratosi dall'attività agonistica.

## Carriera
Nel 1997 prende parte al campionato Europeo Velocità guidando una Aprilia in classe 125, classificandosi al 26º posto al termine dell'anno.
Per quanto riguarda le competizioni del motomondiale, esordisce nel 1997, sempre nella stessa classe e con la medesima motocicletta; ha la possibilità di partecipare al GP di Catalogna grazie ad una wild card ma non è riuscito a portare a termine la gara.
Nel motomondiale 1998 disputa altri due gran premi con il team Valencia Aspar ed uno anche nel 1999, senza però riuscire ad ottenere punti validi per la classifica iridata.
Nel 2000 ha ulteriori due possibilità e questa volta ottiene un piazzamento in 14ª posizione, cosa che lo classifica al 29º posto al termine dell'anno.
Terminate le sue partecipazioni mondiali si dedica esclusivamente alle competizioni del campionato spagnolo, correndo nel 2004 sia nella categoria formula extreme che alla supersport, mentre nel 2005 corre soltanto la supersport.

## Risultati nel motomondiale
| 1997 | Classe | Moto    |  |  |  |  |  |  |  |  |  |  |  |  |     |  |  |  | Punti | Pos. |
| ---- | ------ | ------- |  |  |  |  |  |  |  |  |  |  |  |  | --- |  |  |  | ----- | ---- |
| 1997 | 125    | Aprilia |  |  |  |  |  |  |  |  |  |  |  |  | Rit |  |  |  | 0     |      |

| 1998 | Classe | Moto    |  |  |  |  |  |    |  |  |  |  |  |     |  |  |  |  | Punti | Pos. |
| ---- | ------ | ------- |  |  |  |  |  | -- |  |  |  |  |  | --- |  |  |  |  | ----- | ---- |
| 1998 | 125    | Aprilia |  |  |  |  |  | 19 |  |  |  |  |  | Rit |  |  |  |  | 0     |      |

| 1999 | Classe | Moto    |  |  |  |  |  |  |  |  |  |  |  |     |  |  |  |  | Punti | Pos. |
| ---- | ------ | ------- |  |  |  |  |  |  |  |  |  |  |  | --- |  |  |  |  | ----- | ---- |
| 1999 | 125    | Aprilia |  |  |  |  |  |  |  |  |  |  |  | Rit |  |  |  |  | 0     |      |

| 2000 | Classe | Moto    |  |  |  |     |  |  |    |  |  |  |  |  |  |  |  |  | Punti | Pos. |
| ---- | ------ | ------- |  |  |  | --- |  |  | -- |  |  |  |  |  |  |  |  |  | ----- | ---- |
| 2000 | 125    | Aprilia |  |  |  | Rit |  |  | 14 |  |  |  |  |  |  |  |  |  | 2     | 29º  |

| Legenda | 1º posto        | 2º posto            | 3º posto            | A punti      | Senza punti        | Grassetto – Pole position Corsivo – Giro più veloce |
| Legenda | Gara non valida | Non qual./Non part. | Ritirato/Non class. | Squalificato | '-' Dato non disp. | Grassetto – Pole position Corsivo – Giro più veloce |